# Щириця білонасінна
{{#ifeq:0|0|{{#if:|{{#if:Amaranthushypochondriacus|[[]}}|}}}}
Щириця білонасінна (Amaranthus hypochondriacus) — вид рослин з родини щирицевих (Amaranthaceae).

## Морфологічна характеристика
Однорічна рослина 100–120(150) см з товстими гіллястими жолобчастими стеблами б. м. запушеними кучерявим волосками. Листки великі, овальні, на верхівці загострені; ніжка листка майже рівна пластині. Суцвіття переважно кінцеві, часто з кількома колосками на дистальних пазухах жорсткі, прямовисні, темно-червоні, пурпурові або насичено-буряково-червоні, рідше жовтуваті або зеленуваті, безлисті, принаймні в дистальній частині, зазвичай кремезні. Насіння біле, слонової кістки, світло-рожеве або від чорного до темно-червонувато-коричневого кольору, від майже кулястої до сочевицеподібної форми, 1–1,4 мм у діаметрі, гладкі, блискучі.

## Поширення
Батьківщиною рослини є США й Мексика; вид інтродукований і натуралізований у США, Канаді, Новій Зеландії, Африці, Євразії.
В Україні вид зростає в Лісостепу, спорадично, натуралізований у Криму.